# Paweł Gumola
Paweł „Guma” Gumola (ur. 13 lutego 1965) – polski kompozytor, wokalista, autor tekstów i gitarzysta, założyciel zespołów: Moskwa i 5000 lat.

## Kariera
Wychowywał się w Łodzi. Karierę rozpoczął w 1983 jako wokalista, gitarzysta i autor tekstów zespołu Moskwa. Kluczowe lata jego kariery przypadły na okres 1984–1987, kiedy zespół zdobył rozgłos na całą Polskę, jak również poza jej granicami. W tym czasie „Guma” wystąpił z Moskwą w trzech dokumentalnych filmach (z których jeden był kręcony przez ekipę BBC) i w jednym fabularnym. W 1987 roku został nagrany debiutancki album, który z różnych przyczyn (m.in. cenzura) ukazał się dopiero dwa lata później – w okresie, kiedy zespół już miał problemy personalne i finansowe. Ta cała sytuacja negatywnie wpłynęła na dalszą działalność Moskwy – po koncertach w Niemczech pod koniec 1990 r. zespół praktycznie przestał istnieć.
Niewiele wcześniej „Guma” zainteresował się zgłębianiem technik medytacji. W tym celu udał się w podróż do Indii (1993), gdzie w aśramie położonej niedaleko Delhi spędził kilka tygodni. Po powrocie do Polski utworzył zespół 5000 lat grający reggae, z którym wystąpił m.in. na festiwalach: „Reggae nad Wartą” i „FMR Jarocin '94”. W 2000 zaangażował się w projekt reggae'owo-dubowy Ocean, będący kontynuacją zespołu 5000 lat. W czerwcu 2001 reaktywował Moskwę, z którą występuje do dziś. W styczniu 2005 wystąpił jako gość na koncercie z okazji 20-lecia zespołu Armia, co zostało udokumentowane na płycie DVD. Od przełomu lat 2010/2011 Gumola jest jednym z wokalistów i gitarzystów grupy R.U.T.A.. Pojawił się również z krótką rolą w 29. odcinku serialu Kasia i Tomek.

## Zespoły
- Moskwa
- 5000 lat
- Ocean
- R.U.T.A.
- Zolotar band

## Dyskografia

### Moskwa
- Nigdy! MC (Prawda 1986) CD (Zima 2003 – reedycja)
- Moskwa LP (Pronit 1989) CD (Dywizja Kot 2002 – reedycja z bonusami)
- Życie niezwykłe LP (Polskie Nagrania 1990) CD (Polskie Nagrania 1994 – reedycja)
- 1984 Koncert CD (SNFP 2001)
- Bootleg CD (Suicide Rec.) – nagrania z Jarocina '84, Famy '85, Riviery–Remont '87, Radia Żak '83

### 5000 lat
- 5000 lat CD (materiał nagrany w Radiu Łódź rozprowadzany przez sam zespół)

### Armia(gościnnie)
- Koncert na XX-lecie DVD (Metal Mind Productions 2006) – utwory Moskwy: „Nigdy!”, „Ja wiem, ty wiesz” i „Powietrza!”

### R.U.T.A.
- Gore – Pieśni buntu i niedoli XVI–XX wieku (Karrot Kommando, 2011)

### Kompilacje
- Porzucona generacja CD (Pop Noise 1998) – utwory Moskwy: „Co dzień”, „Samobójstwa”, „Stań i walcz”, „Decyduj sam” i „Daleki dom '93”

## Filmografia
- Fala (1986, reżyseria Piotr Łazarkiewicz)
- Moja krew, twoja krew (1986, reżyseria Andrzej Kostenko)
- Opowieść Harleya (1988, reżyseria Wiesław Helak)
- Więcej bluesa (1988, reżyseria Piotr Łazarkiewicz)
- Kasia i Tomek (2002–2003, reżyseria Jurek Bogajewicz)
- Jarocin. Po co wolność (2016, film dokumentalny, reżyseria: Leszek Gnoiński, Marek Gajczak)[3]